# Железничка станица Ристовац
Железничка станица Ристовац је једна од станица на прузи Ниш-Прешево. Налази се у насељу Ристовац у граду Врању. Пруга се наставља ка Бујановцу у једном и Врању у другом смеру. Железничка станица Ристовац састоји се из 6 колосека.